# マシュー・ソーントン
マシュー・ソーントン（英:Matthew Thornton、1714年 - 1803年6月24日）は、現在のアメリカ合衆国ニューハンプシャーの代表としてアメリカ独立宣言に署名した者の一人である。
ソーントンはアイルランドで生まれた。家族はソーントンが3歳の時にアメリカに移住してきて、最初はメインのウィスカセットに入り、その後直ぐにマサチューセッツのウースターに移動した。ソーントンは医者になり、ルイブール要塞に対する遠征の時に、ニューハンプシャー民兵隊の軍医に指名された。イギリスからは治安判事と民兵隊の大佐に指名された。ロンドンデリー（ニューハンプシャー州の町）町政行政官、植民地会議の議員と議長、および安全委員会委員となり、イギリス政府との縁切り後のニューハンプシャー政府計画を作成した。この計画はイギリスとの敵対関係が始まった後で最初の邦憲法となった。
ニューハンプシャー邦下院の初代議長となり、ニューハンプシャー最高裁判所の陪席判事にもなった。独立に関する議論が起こった後で大陸会議の代表に選出され、実際にアメリカ独立宣言の署名のまさにその時に到着した。メリマックのソーントン墓地に埋葬され、その墓碑には「正直な男」と書かれている。ニューハンプシャー州ソーントンの町およびロンドンデリーの小学校はソーントンに因んで名付けられた。
ソーントンは政治分野の随筆家になった。1780年に医業から引退し、メリマックに転居して家族と共に農園と渡し舟を運営した。ソーントンはマサチューセッツのニューベリーポートで、娘の家を訪ねている時に死んだ。